# Нижні Хиркаси
Нижні Хирка́си (рос. Нижние Хыркасы, чув. Анат Хыркасси) — присілок у складі Цівільського району Чувашії, Росія. Входить до складу Богатирьовського сільського поселення.
Населення — 15 осіб (2010; 22 у 2002).
Національний склад:
- чуваші — 100 %